# Ваассен проти Гірничодобувної компанії Фонду державної служби
Ваассен проти Гірничодобувної компанії Фонду державної служби (Справа 61/65) — справа Європейських Спільнот, яка стосується преюдиційного запиту до Суду Європейського Союзу. Справа стосувалася питань правового статусу осіб, які мали пенсійні права в межах підприємств, та їхніх прав у разі зміни юридичної особи, що адмініструє ці пенсійні фонди.

## Зміст
У Нідерландах був Scheidsgerecht, арбітражний суд з питань пенсій шахтарям. Він був створений відповідно до статуту. Зміни в правилах мав затвердити міністр. Він намагався подати преюдиційний запит, і суть справи полягала в тому, чи мав він право робити це як суд відповідно до статті 267 ДФЄУ.
Генеральний адвокат Ґанд сказав, що судовий трибунал є «судовим органом, який належним чином представляє владу держави та вирішує як предмет права спори щодо застосування схеми страхування».

## Судове рішення
Суд, розглянувши справу, постановив, що зміни в організаційній структурі не можуть порушувати вже набуті права працівників, зокрема їхні пенсійні права. Суд Справедливости вирішив, що при реорганізації або зміні юридичної особи підприємства повинні бути знайдені механізми для забезпечення продовження дії прав працівників, зокрема у сфері соціального забезпечення.
Суд Справедливости постановив, що Scheidsgerecht мав право подавати преюдиційний запит відповідно до статті 267 ДФЄУ (тоді стаття 177 ДЗЄС).

## Значимість
Рішення у справі Ваассен стало важливим прецедентом для розуміння захисту соціальних прав працівників у разі змін у структурах підприємств в межах Європейського Союзу. Суд підкреслив необхідність захисту прав на пенсію, що належать працівникам, навіть якщо вони більше не працюють в організації, яка забезпечує ці права.